# José Emilio Pacheco
José Emilio Pacheco (ur. 30 czerwca 1939 w Meksyku, zm. 26 stycznia 2014 tamże) – meksykański poeta, powieściopisarz, autor opowiadań, tłumacz.

## Życiorys
Urodził się 30 czerwca 1939 w Meksyku. Po ukończeniu studiów na Narodowym Uniwersytecie Autonomicznym Meksyku przez rok pracował jako asystent redaktora w piśmie uniwersyteckim „Revista de la Universidad de Mexico”, a następnie jako redaktor naczelny „La Cultura en Mexico” (Kultura w Meksyku). Przez kilka lat wykładał literaturę w Stanach Zjednoczonych, Anglii (University of Essex w Colchester) i Kanadzie. W 1963 zadebiutował zbiorem poezji Los elementos de la noche (Nocne żywioły). W tym samym roku ukazała się jego pierwsza powieść, El viento distante (Odległy wiatr). Z początku jego twórczość zawierała elementy surrealizmu i symbolizmu, a z czasem nabrała większej prostolinijności. Uważany jest za jednego z najważniejszych poetów meksykańskich pokolenia, które nadeszło po Octavio Pazie i Alfonso Reyesie. Tłumaczył m.in. Samuela Becketta, Alberta Einsteina, Jewgienija Jewtuszenkę. Zmarł 26 stycznia 2014 w Meksyku.

## Twórczość

### Poezja
- Los elementos de la noche (Nocne żywioły), 1963
- El reposo del fuego (Spoczynek ognia), 1966
- No me preguntes cómo pasa el tiempo (Nie pytaj mnie, jak mija czas), 1969
- Irás y no volverás (Pójdziesz i nie wrócisz), 1973
- Islas a la derida (Dryfujące wyspy),1976
- Desde entonces: poemas 1975-1978  (Od tego czasu: wiersze 1975-1978 ), 1980
- Tarde o temprano, 1981
- Los trabajos del mar (Prace morza), 1983
- Fin de siglo y otros poemas, 1984
- Alta traición: antología poética, 1985
- Miro la tierra (Patrzę na ziemię), 1987
- Ciudad de la memoria: poemas 1986-1989 (Miasto pamięci: wiersze 1986-1989), 1989
- El silencio de la luna (Cisza księżyca), 1996
- La arena errante (Wędrujący piasek), 1999
- Siglo pasado (Desenlace): poemas 1999-2000 (Ubiegły wiek (Rozwiązanie): wiersze 1999-2000)
- Antología poética, 2005
- En resumidas cuentas, 2005
- Como la lluvia (Jak deszcz), 2009
- La edad de las tinieblas (Wiek ciemności), 2009
- La edad de las tinieblas, 2009

### Powieści
- El viento distante (Odległy wiatr), 1963
- Morirás lejos (Umrzesz daleko), 1967
- El principio de placer, 1972
- Las batallas en el desierto (Bitwy na pustyni), 1981
- Tarde de agosto, 1992

### Opowiadania
- La sangre de Medusa y otros cuentos marginales (Krew Meduzy i inne mniej ważne opowiadania), 1959

### Polskie wydania
- Proza czaszki. Krystyna Rodowska (tłum.). Kraków: Wydawnictwo Literackie, 1986. ISBN 83-08-01698-7. Brak numerów stron w książce
- Umocz wargi w kamieniu: przekłady z poetów latynoamerykańskich. Krystyna Rodowska (tłum.). Wrocław: Biuro Literackie, 2011. ISBN 978-83-62006-66-3. Brak numerów stron w książce

Źródło.

## Nagrody i wyróżnienia
Otrzymał wiele nagród i wyróżnień, w tym:
- w 1969 Meksykańską Nagrodę Państwową w dziedzinie poezji - za zbiór No me preguntas cómo pasa el tiempo (Nie pytaj mnie, jak mija czas);
- w 1991 Nagrodę imienia Malcolma Lowry’ego;
- w 1996 Nagrodę Poetycką im. Jose Asunciona Silvy - za zbiór wierszy El silencio de la luna (Cisza księżyca);
- w 2004 Iberoamerykańską Nagrodę Poetycką im. Pabla Nerudy;
- w 2005 Międzynarodową Nagrodę Poetycką miasta Granady im. Frederico Garcii Lorki;
- w 2009 Nagrodę Cervantesa.

Źródło.